# Lijst van rijksmonumenten in Roermond (gemeente)
De gemeente Roermond telt 302 inschrijvingen in het rijksmonumentenregister. Hieronder een overzicht. 

## Asselt
De plaats Asselt telt 10 inschrijvingen in het rijksmonumentenregister. Zie Lijst van rijksmonumenten in Asselt voor een overzicht.

## Boukoul
De plaats Boukoul telt 27 inschrijvingen in het rijksmonumentenregister. Zie Lijst van rijksmonumenten in Boukoul voor een overzicht.

## Herten
De plaats Herten telt 1 inschrijving in het rijksmonumentenregister.
| Object                                                           | Oorspronkelijke functie? | Bouwjaar | Architect | Locatie                 | Coördinaten?                  | Nr.?   | Afbeelding  |
| ---------------------------------------------------------------- | ------------------------ | -------- | --------- | ----------------------- | ----------------------------- | ------ | ----------- |
| Vrijstaand pompgebouw en ketelhuis voor de drinkwatervoorziening | Nutsbedrijf              | 1896     |           | Roermondsestraat bij 18 | 51° 10' 36" NB, 5° 56' 41" OL | 520566 | Upload foto |

## Merum
De plaats Merum telt 2 inschrijvingen in het rijksmonumentenregister.
| Object                                                                                              | Oorspronkelijke functie? | Bouwjaar     | Architect | Locatie                | Coördinaten?                  | Nr.?  | Afbeelding        |
| --------------------------------------------------------------------------------------------------- | ------------------------ | ------------ | --------- | ---------------------- | ----------------------------- | ----- | ----------------- |
| Gesloten hoeve van baksteen Hofmuur met poortpijlers. Schuurpoort tussen lisenen                    | Boerderij                | 18e-19e eeuw |           | Merumerbroekweg 2      | 51° 10' 15" NB, 5° 57' 28" OL | 21578 | Meer afbeeldingen |
| Oudenborg, belangrijk restant van een rechthoekige woontoren, van kolenzandsteen, keien en tufsteen | Kasteel, buitenplaats    | 13e eeuw     |           | Oude Borgstraat bij 14 | 51° 10' 26" NB, 5° 57' 26" OL | 21577 | Meer afbeeldingen |

## Ool
De plaats Ool telt 1 inschrijving in het rijksmonumentenregister.
| Object                                                                                | Oorspronkelijke functie? | Bouwjaar               | Architect | Locatie           | Coördinaten?                 | Nr.?  | Afbeelding        |
| ------------------------------------------------------------------------------------- | ------------------------ | ---------------------- | --------- | ----------------- | ---------------------------- | ----- | ----------------- |
| Wegkapelletje van de H. Joannes Nepomuc. Beelden van Joannes Nepomuc en Madonna ouder | Kapel                    | laatste helft 19e eeuw |           | Maasstraat bij 18 | 51° 11' 19" NB, 5° 57' 2" OL | 21579 | Meer afbeeldingen |

## Roermond
De plaats Roermond telt 241 inschrijvingen in het rijksmonumentenregister. Zie Lijst van rijksmonumenten in Roermond (plaats) voor een overzicht.

## Swalmen
De plaats Swalmen telt 20 inschrijvingen in het rijksmonumentenregister. Zie Lijst van rijksmonumenten in Swalmen voor een overzicht.
Beek ·
Beekdaelen ·
Beesel ·
Bergen ·
Brunssum ·
Echt-Susteren ·
Eijsden-Margraten ·
Gennep ·
Gulpen-Wittem ·
Heerlen ·
Horst aan de Maas ·
Kerkrade ·
Landgraaf ·
Leudal ·
Maasgouw ·
Maastricht ·
Meerssen ·
Mook en Middelaar ·
Nederweert ·
Peel en Maas ·
Roerdalen ·
Roermond ·
Simpelveld ·
Sittard-Geleen ·
Stein ·
Vaals ·
Valkenburg aan de Geul ·
Venlo ·
Venray ·
Voerendaal ·
Weert